# Gabriel Morón Díaz
Gabriel Morón Díaz (Puente Genil, 16 de desembre de 1897 - Ciutat de Mèxic, 1973) va ser un periodista i polític socialista andalús, membre de la Lògia 18 Brumario de la seva localitat natal, amb el nom simbòlic d'Engels.
Membre de la Unió General de Treballadors (UGT) des de 1912 i del Partit Socialista Obrer Espanyol (PSOE) des de 1913, va desenvolupar el seu treball com a periodista en publicacions locals cordoveses, moltes d'elles dins de l'àmbit dels periòdics i setmanaris polítics de l'època, encara que també ho va fer en mitjans de tiratge i àmbit nacional com El Sol. Actiu propagandista del socialisme espanyol en tota la província de Còrdova, va sofrir presó en 1918 durant la repressió posterior a la crisi de 1917 que va dur a terme el govern monàrquic contra molts dels líders obrers. Poc després, amb la dictadura de Primo de Rivera i enfrontat a les tesis col·laboracionistes d'algunes organitzacions socialistes, va ser perseguit i condemnat al desterrament. Proclamada la república a l'abril de 1931, a les eleccions municipals va ser escollit regidor de Puente Genil, passant a ocupar el càrrec d'alcalde de la localitat, i també va ser triat diputat en les eleccions a Corts Constituents del mateix any per la circumscripció electoral de Còrdova, per la qual raó va abandonar l'alcaldia fins a 1932. Amb la victòria de la Confederació Espanyola de Dretes Autònomes (CEDA) a les eleccions generals i la repressió per la revolució de 1934, va ingressar de nou a la presó. Va sortir en 1936, amb la victòria del Front Popular recuperant l'alcaldia.
Amb el cop d'estat que va donar lloc a la Guerra Civil en 1936, Gabriel Morón va ser nomenat l'octubre d'aquest any governador civil de la província d'Almeria amb l'encàrrec exprés de retornar-la a la normalitat després de les reaccions populars contra els revoltats, tant civils com militars, juntament amb el líder socialista d'Almeria Cayetano Martínez Artés que s'enfrontava a l'anarquista Francisco Maroto. Més tard, durant un breu període en 1937, va ser Director General de Seguretat, per ocupar-se després de la sotsdirecció d'El Socialista que s'editava en aquells moments des de Barcelona.
A punt de finalitzar la guerra civil, va haver d'exiliar-se el gener de 1939 a França i, des d'allí, va marxar a la República Dominicana i en 1941 a Mèxic, on treball com a periodista i escriptor fins a la seva mort. El 1946 va ser expulsat del partit juntament amb Juan Negrín i 35 militants més. El 2009 fou readmès simbòlicament a títol pòstum.